# Alfred Pérez-Iborra
Alfred Pérez-Iborra (Barcelona, 10 de desembre de 1907 - 2 de desembre de 2000) fou un farmacèutic català.
Estudià el batxillerat als Salesians de Mataró, i es va llicenciar en farmàcia a la Universitat de Barcelona el 1931. El 1928, havia ingressat a l'organització Federació Catalana d'Estudiants Catòlics, i en fou membre de la junta, amb Narcís de Carreras. El 1930, en fou elegit President. Va començar com «apotecari rural» el 1932 en adquirir l'antiga farmacia Gallart a Torredembarra on va començar a desenvolupar els seus primers preparats (Helix, Cremamint…) amb l'anhel de crear un propi laboratori de fabricació farmacèutica. En una segona etapa crea la carameleria farmacèutica i comercialitza les pastilles contra la tos de marca francesa Pulmoll, amb la marca catalana Pulmollan. El 1936 s'establí a Barcelona al carrer de la Plateria núm. 6. Durant la guerra civil espanyola va estar al front de l'Ebre en l'exèrcit de la segona República espanyola, en els serveis sanitaris com a alferes de Sanitat. Durant deu anys fou membre de la Junta de Govern del Col·legi oficial de Farmacèutics de Barcelona, (1943-1952). Fou fundador i director durant quinze anys (1943-1958) de la revista Circular Farmacéutica, órgan oficial del Col·legi de Farmacèutics. Va tenir dues farmàcies més, instal·lades al carrer de Pere IV de Barcelona i la darrera a Badalona al barri de Sistrells. El 1940 es va casar amb Montserrat Bastardas i Parera, filla d'Albert Bastardas i Sampere.